# Францишково (Ілавський повіт)
Францишково (пол. Franciszkowo, нім. Freudenthal) — село в Польщі, у гміні Ілава Ілавського повіту Вармінсько-Мазурського воєводства.
Населення — 561 особа (2011).
У 1975-1998 роках село належало до Ольштинського воєводства.

## Демографія
Демографічна структура станом на 31 березня 2011 року:
|          | Загалом | Допрацездатний вік | Працездатний вік | Постпрацездатний вік |
| -------- | ------- | ------------------ | ---------------- | -------------------- |
| Чоловіки | 272     | 59                 | 194              | 19                   |
| Жінки    | 289     | 67                 | 171              | 51                   |
| Разом    | 561     | 126                | 365              | 70                   |